# Mariano Ubiracy da Silva
Mariano Ubiracy da Silva (* 16. Juli 1942 in Leopoldina; †  5. Mai 2015 in Taubaté), in einigen Quellen auch unter der Bezeichnung Mariano Ubiraci da Silva geführt, war ein brasilianischer Fußballspieler auf der Position eines Stürmers.

## Leben
Mariano Ubiracy da Silva begann seine Profikarriere beim Olímpia Futebol Clube und wechselte Anfang 1962 zum Esporte Clube XV de Novembro.
Es dauerte nicht lange, bis der Traditionsverein Fluminense Rio de Janeiro auf ihn aufmerksam wurde und ihn nach Rio de Janeiro holte. Mit Fluminense gewann Ubiracy 1964 die Staatsmeisterschaft von Rio de Janeiro.
1965 wechselte Ubiracy in die mexikanische Liga, wo er die nächsten 10 Jahre verbrachte; die meiste Zeit in Reihen der Tiburones Rojos Veracruz, bei denen er zunächst von 1965 bis 1970 und danach noch einmal von 1972 bis 1975 spielte. Dazwischen verbrachte er je eine Spielzeit beim 1970 neu formierten Club Social y Deportivo Jalisco (Saison 1970/71) und beim CD Irapuato (Saison 1971/72).
Nach seiner Zeit in Mexiko, wo Ubiracy seine Frau kennengelernt hatte, wechselte er nach Ecuador, wo er seine aktive Laufbahn in Reihen des Club Deportivo Quevedo ausklingen ließ. 